# Фано, Яков
Яков бен-Иоаб-Илия да Фано (активен в середине XVI века)— итальянский раввин и поэт из Феррары .
Был учителем Авраама Порталеоне (1542—1612).

## Сочинения
- «Schilte ha-Gibborim» — рифмованная поэма о борьбе мужчин с женщинами (Феррара, 1556)[1];
- «Kinah» — элегия по поводу преследования евреев в Анконе (издана совместно с предыдущим трудом, Феррара, 1556)[1];
- «Zecher la-Berit» — трактат о предписаниях еврейской веры[1].

Ему приписывали также авторство «Ḳiẓẓur Ḥobot ha-Lebabot» («קצור חונות הלננות»; Венеция, 1655) — компендиума труда «Ховот Алевавот» рабби Бахьи ибн-Пакуды (XI век).